# Vietnamobile
Công ty Cổ phần Viễn thông Di động Vietnamobile (tên tiếng Anh: Vietnamobile Telecommunications Joint Stock Company) là một công ty hoạt động trong lĩnh vực viễn thông tại Việt Nam, sở hữu thương hiệu Vietnamobile theo Hợp đồng hợp tác kinh doanh (liên doanh - BCC) giữa Hanoi Telecom và Tập đoàn Hutchison (Hồng Kông). HT-Mobile bắt đầu cung cấp dịch vụ vào tháng 11 năm 2006 và chính thức ra mắt vào ngày 15 tháng 1 năm 2007 với logo hình con ong. Công nghệ sử dụng là CDMA 2000-EvDO với tần số hoạt động 800 MHz. Đầu số mà HT-Mobile được sử dụng tại Việt Nam là 092.
Tháng 1 năm 2008, HT-Mobile đã xin phép được chuyển đổi công nghệ từ CDMA sang GSM và đã được các cấp có thẩm quyền phê duyệt. Để thực hiện việc chuyển đổi công nghệ, HT-Mobile đã tiến hành gửi tất cả các thuê bao hiện có của mình sang cho S-Fone, mạng di động CDMA khác dùng cùng tần số tại Việt Nam quản lý
Tháng 6 năm 2008, Hanoi Telecom và Hutchison đã ký hợp đồng với Ericsson và Huawei để có thể quản lý, vận hành và thiết kế mạng cho mạng di động mới trong 3 năm, đồng thời chịu trách nhiệm chuyển đổi toàn hệ thống mạng từ công nghệ CDMA sang GSM/EDGE
Vào ngày 9 tháng 4 năm 2009, Hanoi Telecom đã ra mắt mạng di động mới của mình với tên Vietnamobile, vẫn giữ nguyên đầu số 092 và sẽ đổi máy mới sang công nghệ GSM cho thuê bao 092 hiện có
Từ ngày 9 tháng 4 năm 2009, Bà Elizabete Fong giữ chức vụ Tổng điều hành Vietnamobile.
Năm 2010, Vietnamobile là nhà mạng mới duy nhất dành giải thưởng Gói cước xuất sắc nhất do giải thưởng VICTA 2010 của Bộ TT&TT trao tặng, đó là gói cước bổ trợ gọi nội mạng MaxiTalk.
Từ cuối năm 2011, Vietnamobile đã triển khai thử nghiệm và cung cấp dịch vụ 3G tốc độ cao tại 3 thành phố:Hà Nội, Đà Nẵng & Hồ Chí Minh
Từ tháng 6 năm 2013: Ông Garmon Shaw giữ chức vụ Tổng điều hành Vietnamobile.
Ngày 12 tháng 5 năm 2016, Vietnamobile chính thức chuyển đổi hình thức hoạt động kinh doanh trở thành Công ty Cổ phần Viễn thông Di động Vietnamobile, với hai cổ đông chính là Công ty Cổ phần Viễn thông Hà Nội (Hanoi Telecom) và Tập đoàn Viễn thông Châu Á Hutchison (thuộc CK Hutchison Holdings, với kinh nghiệm kinh doanh viễn thông tại nhiều nước trên thế giới, bao gồm: Indonesia, Việt Nam, Sri Lanka, Philippines, Úc, Đan Mạch, Hong Kong, Ireland, Ý, Macau, Thụy Điển và Anh)
Từ tháng 6 năm 2016, Bà Elizabete Fong giữ chức vụ Tổng Giám đốc Vietnamobile.
Tháng 1 năm 2018, Vietnamobile chính thức phủ sóng 3G toàn quốc, cùng với đó, hãng đã ra mắt chiến dịch "Phê Không Tưởng" và gói cước "Thánh Sim" với nhiều ưu đãi khủng về dữ liệu, đã nhận được khá nhiều sự quan tâm từ khách hàng. Sau đó hãng ra mắt gói cước mới "Siêu Thánh Sim" và một số gói cước khác, mở rộng các ưu đãi với khách hàng. Tháng 11/2018, hãng tuyên bố ngừng bán gói Thánh Sim mới từ 1/1/2019.
Tháng 6 năm 2018, Vietnamobile chính thức triển khai 4G tại 24 tỉnh thành: 10 tỉnh thành phía Bắc và 14 tỉnh thành phía Nam.
Tháng 1 năm 2019, Vietnamobile chính thức phủ sóng 4G toàn bộ khu vực miền Nam và 15 tỉnh thành miền Bắc, 04 tỉnh thành miền Trung. Đồng thời, hãng đã ra mắt chiến dịch 4G UP cùng với gói cước SIÊU THÁNH UP được bán độc quyền tại thị trường miền Nam.
Từ ngày 9 tháng 4 năm 2019, Bà Christina Hui giữ chức vụ Tổng Giám đốc Vietnamobile.
Tháng 7 năm 2019, Vietnamobile đã cho ra mắt gói cước "thánh Hi" với chiến dịch "Thánh Hi - dành cho các tín đồ data" với những ưu đãi về data và phút thoại. Đồng thời, hãng còn ra mắt ứng dụng "Bima" (thay thế My Vietnamobile) để tra cứu thông tin thuê bao. Và hãng tung ra dịch vụ VoLTE và VoWIFI dành cho các thuê bao Vietnamobile dùng các dòng máy như Samsung Galaxy S10, S10+ và Galaxy SE. Trước đó nhà mạng đã hợp tác với hãng Samsung để triển khai 2 dịch vụ thoại trên.
Từ tháng 7 năm 2021, Ông Ho Wai Wing Raymond (tên gọi tắt: Raymond Ho) giữ chức vụ Tổng Giám đốc Vietnamobile.
Tháng 11 năm 2022, Vietnamobile ra mắt gói KING SIM với chiến dịch "King chưa từng thấy", với những khuyến mại siêu vượt trội về Data (10GB/1 ngày), 200.000đ tài khoản gọi liên mạng với chỉ 80.000đ/1 sim. Với chiến dịch này một lần nữa để đem tên tuổi Vietnamobile trở lại với người  tiêu dùng.
Tháng 4 năm 2023, Vietnamobile hoàn thành nâng cấp mạng lưới kỹ thuật miền Nam. Với việc nâng cấp này Vietnamobile đã đem lại trải nghiệm tốt hơn 2 lần so với trước khi nâng cấp cho người dùng cuối.

## Đối thủ cạnh tranh và thị phần
Vietnamobile có thị phần (ước tính dựa trên doanh thu) chỉ chiếm 1,75% vào năm 2023. Các đối thủ chính bao gồm ba nhà cung cấp lớn thuộc sở hữu nhà nước có tổng thị phần gần 98% bao gồm: Viettel với 57,6% thị phần, theo sau là MobiFone với 22,52% thị phần, và VNPT với 17,49% thị phần.